# Carel Beke
Carolus Adrianus (Carel) Beke (Alkmaar, 29 september 1913 - Velp, 27 december 2007) was een Nederlandse schrijver van voornamelijk kinderboeken. Zijn grootste bekendheid verwierf hij door zijn Pim Pandoer-serie.

## Biografie
Toen Carel Beke vier jaar was, kreeg zijn moeder tuberculose. Beke kon toen reeds schrijven en hij schreef zijn moeder die in het sanatorium lag briefkaarten. Zij overleed een jaar later, waarna Bekes vader hertrouwde.
In 1928 deed Beke het toelatingsexamen voor de kweekschool in Beverwijk, maar deze school beviel hem niet. In 1933 werd hij onderwijzer aan de R.K. lagere school in Schagen en hij ging daar ook muzikale uitvoering verzorgen, waarvoor hij zelf de liederen componeerde.
In 1936 trouwde Beke, waarna hij tussen 1937 en 1959 zeven kinderen kreeg.
In 1944 verhuisde hij naar Arnhem, waar hij na het behalen van een akte zijn loopbaan als leraar voortzette aan de Bonifatius-ULO (voor de vakken Nederlands, Duits, Engels en Frans). Eind september van dat jaar moest hij met zijn gezin vanwege de slag om Arnhem uit Arnhem evacueren, waarna zij enige tijd over de Veluwe zwierven. Uiteindelijk kwam zijn gezin in het gezelschap van de taalkundige Willy Dols in Putten terecht. Precies twee dagen later werd tijdens de razzia van Putten 's nachts de hele mannelijke bevolking van Putten (inclusief Dols) door de Duitsers afgevoerd bij wijze van grootschalige represaille. Omdat Beke zelf te ziek was, lieten de Duitsers hem wel in het dorp achter.
In 1947 publiceerde Beke zijn eerste boek, De avonturen van Niekie Niemand, dat hij al in 1940 had geschreven. Vanaf begin jaren 50 begon hij steeds beter te verdienen aan de Pim Pandoer-serie. Volgens een van zijn zonen heeft hij alles bij elkaar zo'n 1500 korte verhalen voor kinderen geschreven, naast ca. 100 echte kinderboeken. Bekes korte verhalen verschenen in de belangrijke jeugdbladen uit die tijd, zoals Taptoe, De Engelbewaarder, De Verkenner, Roomse jeugd en Donald Duck. Ook sommige van Bekes verhalen die tevens in boekvorm zijn verschenen, werden ook gepubliceerd in het jeugdtijdschrift Taptoe. Beke schreef ook voor het Vlaamse Chiro-tijdschrift Trouw, waaronder het verhaal de Heer van Kirsk.  Veel van Bekes verhalen uit de Veldboeket-/Zwaluw-serie zijn gesitueerd in een bepaald deel van Nederland (bijvoorbeeld Texel of Twente) en hebben een belerend karakter. De hoofdpersoon is vaak een jongen tussen de 10 en 12 jaar die zich naar zijn naaste omgeving toe slecht gedraagt en tot inkeer komt nadat hij de consequenties van zijn verkeerde gedrag heeft ondervonden, of die zelf het slachtoffer wordt van crimineel gedrag. Diefstal is een belangrijk thema in veel van deze verhalen en ook het christendom speelt een prominente rol. Beke is tijdens zijn schrijverschap ook altijd onderwijzer gebleven.
Begin jaren 70 hield Beke het schrijven voor gezien. Zijn honderdste boek maakte hij niet af. Hij woonde toen nog steeds in Arnhem, waar ook veel van de Pim Pandoer-verhalen zijn gesitueerd. Na zijn pensionering was hij van plan om samen met zijn vrouw Mia terug te keren naar Noord-Holland, maar hier is het nooit van gekomen. In 1991 overleed zijn vrouw.
De laatste jaren van zijn leven woonde Beke in Velp, waar hij na een beroerte het laatste anderhalf jaar in een verpleeghuis doorbracht.
Hij is begraven op Moscowa in Arnhem.

## Werk

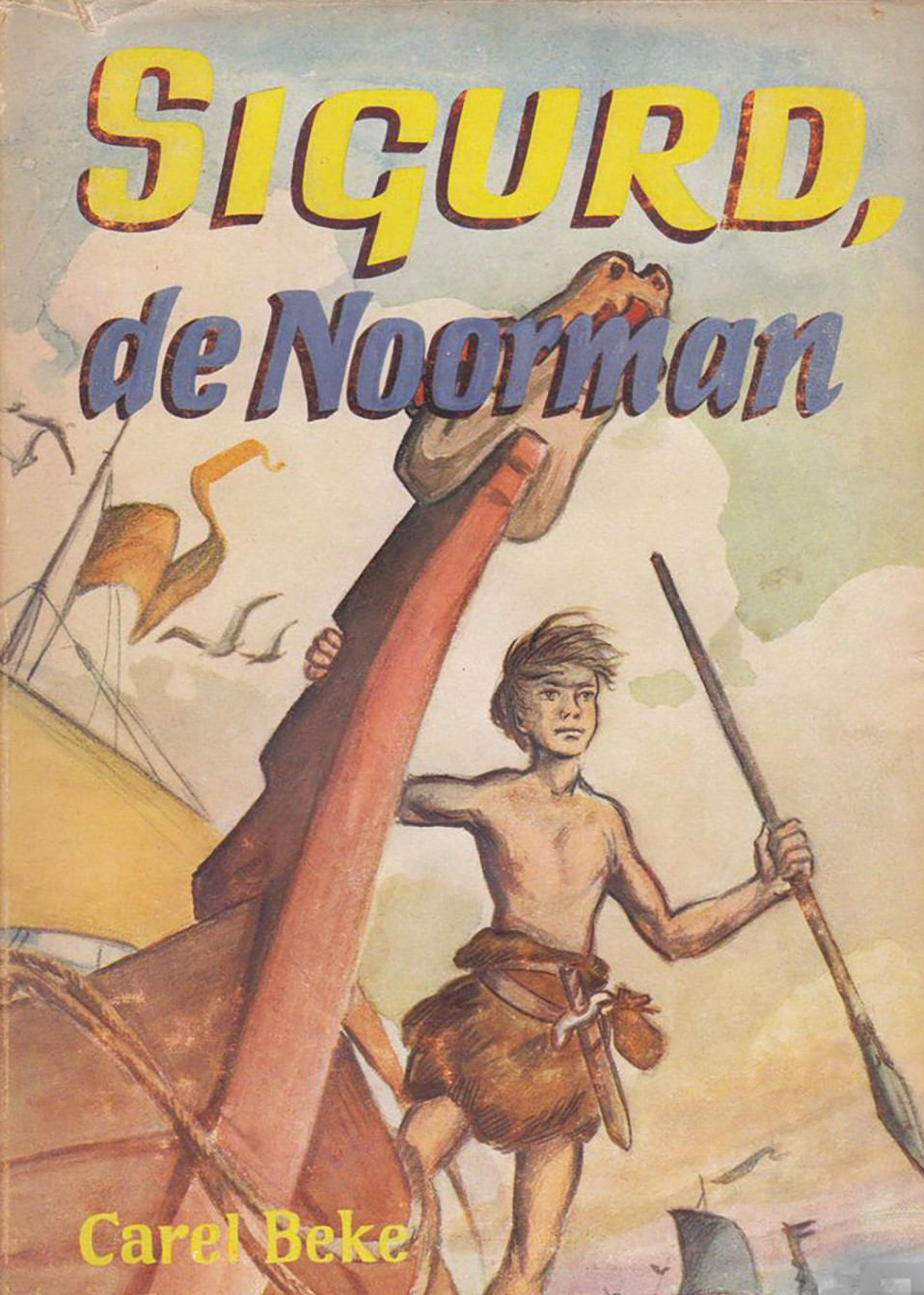
Sigurd de Noordman, illustraties door Rik Jansseune (1954)

### Kinderboeken
- Danny Davis
- Buitenbeentje-serie
- Che Tsuan
- De Goudschat van het Arendsnest
- De Verdwenen Logé
- Het Spooklicht op de Hoge Rots
- De Avonturen van Niekie Niemand - Een Sprookje voor Jongens en Meisjes (1947)
- Pim Pandoer-serie (1953 - 1969)
- Reinoud de Kruisvaarder
- Ridder Roland-serie
- Roet en Rozen
- Sigurd-serie
- Smaragd-serie
- Stalen Bart
- Tip Top
- Toivo, de gestolen zoon

#### Heeroom vertelt-serie
- Hoe Sicco Schildknaap van de Keizer werd

#### Periscoop-reeks
- De Schatgraver van de Hindoe Koesj
- De Vis van Maui
- Zwervers in Taiga en Toendra
- De dood van Vuurland

#### Rozet-serie
- Broemo de Beer
- De Leeuw van Peerke Cops
- Het geheim van de Fingals-grot

#### Veldboeket-serie
Zonder letteraanduiding
- De schat van Heintje Tor
- Kaspar de Zwarte Koning
- Zo'n Wildebras

A-serie
- Caravan in de Sneeuw deel 5
- De held van de Hoge Toren
- Windkracht Elf

B-serie
- De Wereldreis van Hans en Els
- De Zevenster
- Het Raadsel van de Bizzekist

C-serie
- De Avonturen van Robbie en Lewietje

#### Zwaluw-serie
- De Gouden Olifant
- De Zwarte Held
- Zo'n Robbedoes
- Zo'n Wildebras

### Boeken
- Ruimtevaart
- De symphonie van het noodlot - Het leven van Tsjaikowski (1950)

### Korte verhalen
- Hoe Pim Pandoer Kermis Vierde (1957 - Tijdschrift Jeugdjuweel)
- Pim Pandoer Koopt Een IJsje Van Goud (1958 - Tijdschrift Jeugdjuweel)
- Het Laatste Uur van Alex Temár (1960 - Tijdschrift Jeugdjuweel)

### Duitstalige boeken
- Raketen und Erdsatelliten (1959)

Abenteuer Unter Wasser-serie
- Mike Nelson auf Schatzsuche (1962)
- Mike Nelson In Der Grünen Hölle Des Amazonas (1962)
- Geheimauftrag für Mike Nelson (1962)
- Mike Nelson als Filmstar (1962)
- Mike Nelson schlägt zu (1962)

Circusboy-serie
- Corky und der Geheimnisvolle Hauptmann (1960)
- Corky und der Löwenbändiger (1960)
- Corky und der Erbe von Corvanie (1960)

### Franstalige boeken
- A la Conquête de l'Univers (1957)

Circusboy-serie
- Corky et Le Mystérieux Colonel (1960)

### Onder pseudoniem
Julca (Julia Beke & Carel Beke)
- Greetje
- Loes Robbedoes (~1950)
- Anneke leert Rolschaatsen (~1960)
- Mieke Paardestaart

## Wetenswaardigheden
- Als leerlingen hem om een handtekening vroegen, zei Beke dat zijn neef Carel Beke uit Amsterdam de beroemde schrijver was en dat hij namens hem handtekeningen uitdeelde.
- Wanneer er een nieuw deel van Pim Pandoer verschenen was, las Beke dit steevast aan zijn leerlingen voor.
- Beke betaalde zijn kinderen een kwartje per fout die zij opmerkten in de manuscripten die hij aan het schrijven was.